# Бледзево
Бледзево (пол. Bledzewo) — село в Польщі, у гміні Серпць Серпецького повіту Мазовецького воєводства.
Населення — 229 осіб (2011).
У 1975-1998 роках село належало до Плоцького воєводства.

## Демографія
Демографічна структура станом на 31 березня 2011 року:
|          | Загалом | Допрацездатний вік | Працездатний вік | Постпрацездатний вік |
| -------- | ------- | ------------------ | ---------------- | -------------------- |
| Чоловіки | 110     | 27                 | 75               | 8                    |
| Жінки    | 119     | 29                 | 67               | 23                   |
| Разом    | 229     | 56                 | 142              | 31                   |